# 林性珉
林性珉（韓語：임성민，1969年7月8日—），韓國女演員。

## 演出作品

### 電視劇
- 2000年：KBS《學校3》飾演 國語教師林性珉
- 2002年：KBS《電視劇城-大嬸樂隊成立事件》飾演 主唱劉京美
- 2003年：MBC《雪人》飾演 李美英
- 2003年：KBS《電視劇城-妻子是色情作家》飾演 呂印庭
- 2006年：SBS《我的愛---達子》飾演 姜允熙
- 2007年：SBS《追趕江南媽媽》飾演 尹秀美
- 2007年：SBS《外科醫生奉達熙》飾演 重患者室高護士
- 2007年：SBS《為愛瘋狂》飾演 羅宜善
- 2008年：SBS《愛子的姐姐敏子》飾演 羅珠莉
- 2010年：MBC《同伊》飾演 劉尚宮
- 2010年：KBS《學習之神》飾演 裴英淑
- 2012年：SBS《我的愛蝴蝶夫人》飾演 洪牡丹
- 2012年：JTBC《妻子的資格》飾演 姜恩珠
- 2013年：SBS《醜小鴨大進擊》飾演 金祕書
- 2015年：KBS《守護家族》飾演 羅愛蘭
- 2016年：MBC《結婚契約》（客串）
- 2017年：KBS《最佳的一擊》飾演 崔優勝的媽媽
- 2017年：NAVER TV《Pro的誕生》飾演 羅美蘭

### 電影
- 2003年：《First Amendment》飾演 姜世英
- 2006年：《鬪師父一體》（客串）飾演 新聞主播
- 2009年：《我的愛在我身邊》飾演 春子
- 2012年：《一千零一魘》飾演 女僕
- 2012年：《嫌疑犯X》飾演 貞淑
- 2018年：《天使的時間》飾演 天熙媽媽

## 外部連結
- NAVER搜索 （页面存档备份，存于）